# Tatami

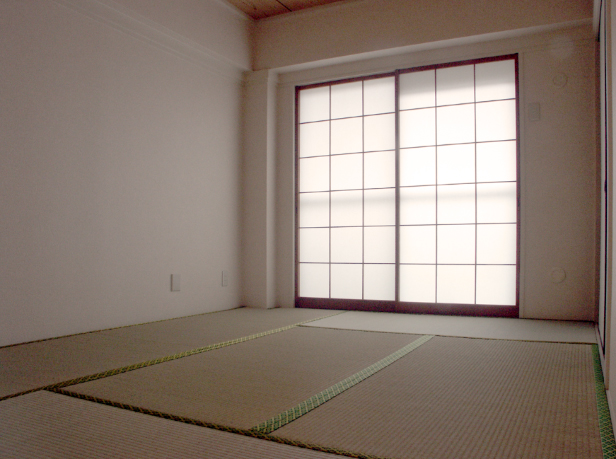
Terra recobert per sis estores de tatami i amb shōji

Les estores denominades com a tatami; (paraula que originalment vol dir 'doblegada i apilada') són un element tradicional molt característic de les cases japoneses. Tradicionalment es feien amb un teixit de palla, i s'embolicaven amb aquest mateix material. En l'actualitat s'elaboren amb poliestirè. Són unitats que sempre presenten la mateixa mida i forma, i de fet, proporcionen el mòdul del que deriven la resta de proporcions de l'arquitectura tradicional japonesa. Poden recobrir-se amb brocats, o simplement amb un mocador negre fi.
Els tatamis van ser originalment un accessori de luxe pels rics, però actualment gairebé totes les cases japoneses en tenen.
Existeixen diverses regles pel que fa al número i col·locació dels tatamis, ja que hom diu que si no es disposen bé poden portar mala sort. Mai s'han de situar de forma quadricular.